# 私は人種差別主義者ではありませんが…
「私は人種差別主義者ではありませんが…」（わたしはじんしゅさべつしゅぎしゃではありませんが、英語: I'm not racist, but...）は多くの場合、人種差別主義的な主張の前にある「うわべだけのポリティカル・コレクトネス」を示すフレーズである。

## 解釈
この前置きは「偽善的」で「弁解がましい」と評されており、社会学者のエドゥアルド・ボニージャ＝シルヴァとタイロン・フォーマンは、この言い回しを用いる「良い白人」を「新しい人種差別主義者」と表現している。文化社会学者のアラナ・レンティンは、 ABCの論説で、このフレーズを「人種差別の否認がいかにその暴力を再生産するか」の例として引用した。ドイチェ・ヴェレのTorsten LandsbergとRachel Stewartは、この句の後に「通常、良い場合には無知識を、悪い場合には根深い偏見や人種を動機とする憎悪を偽装した意見が続く」と述べている。
反人種差別活動家のイブラム・X・ケンディは、このフレーズの使用は人種差別と闘う手段として効果的ではないとの感想を述べている。

## 多用される事例
Baugh (1991) は、「なぜアフリカ系アメリカ人という用語を使用すべきか」、または「使用すべきでないか」について質問されたとき、回答者は再三にわたって「私は人種差別主義者ではありませんが…」という前置きで話し始めることを発見した。ブラウン (2006) は、人種的マイノリティの流入に不安を感じていたランカスター在住のインタビュー対象者が、しばしばこのフレーズを使用したと述べている。コベントリー大学のサイモン・グッドマンによれば、このフレーズは「イギリスにおける移民についての議論の主要な特徴」を要約しており、それは「移民反対は人種差別的であるということへの繰り返される否定」である。
Edwy Plenelは、この言説を「平均的なフランス人」に帰した。 Mahfoud Bennoune も同様の意見を表明し、「典型的なフランスの人種差別主義者の態度は、『私は人種差別主義者ではないが、アルジェリア人は追放されなければならない暴徒であり、矢のように生じる梅毒だとわかった』という言葉に表現されている」と述べた。アメリカの元白人至上主義者であるデレク・ブラックは、自身が運動に加えるのを希望していた人材について、「私は人種差別主義者ではありませんが、と言って話を始める人だ。そう言ったことがあるのなら、彼らはもうひと押しのところまで来ていた」と説明している。
『アイリッシュ・タイムズ』のドナルド・クラークは、『リトル・マーメイド』でのハリー・ベイリーのキャスティングに対しての「私は人種差別主義者ではないが、このキャラクターの見た目はこうではない」というコメントを引用して、「いつもの説得力のない但し書きが現れた」と述べた。Twitter アカウント「YesYoureRacist」は「Twitter でのカジュアルな人種差別」を非難する活動を行なっており、「私は人種差別主義者ではありませんが、…」の後に人種差別主義的な何かを続ける一般のユーザーの発言をリツイートしている。